# Anthurium yarumalense
Anthurium yarumalense är en kallaväxtart som beskrevs av Adolf Engler. Anthurium yarumalense ingår i släktet Anthurium och familjen kallaväxter. Inga underarter finns listade.